# Škoda Slavia
La Škoda Slavia è una autovettura prodotta dalla casa automobilistica ceca Škoda Auto dal 2021. 

## Descrizione
Prodotta dalla filiale indiana della Škoda principalmente per il mercato autoctono, è stata introdotta sul mercato nel novembre 2021. La Slavia  viene costruito sulla piattaforma MQB A0 IN adattata per l'India.
La Slavia è stata presentata il 18 novembre 2021. Rispetto alla precedente Rapid che va a sostituire, la vettura è più lunga di 128 mm, più larga di 53 mm, più alta di 20 mm e con un passo maggiore di 98 mm. È disponibile in tre allestimenti: Active, Ambition e Style.
Sono due le motorizzazioni disponibili, tutte a benzina e sovralimentate mediante un turbocompressore. Alla base del listino c'è un'unità TSI a tre cilindri da 1,0 litri che produce 115 CV ed è abbinata a un cambio manuale a 6 velocità o in opzione ad un convertitore di coppia sempre a 6 marce. La motorizzazione più potente è costituita dal TSI a quattro cilindri da 1,5 litri con 150 CV, che può essere abbinata alla trasmissione automatica doppia frizione DSG a 7 marce. Il 1.5 TSI è inoltre dotato della tecnologia di disattivazione dei cilindri, che disattiva appunto due dei quattro cilindri quando è richiesta meno potenza, per ridurre emissioni e consumi.

## Motorizzazioni
| Motori a benzina | Motori a benzina | Motori a benzina | Motori a benzina | Motori a benzina                  |
| Modello          | Cilindrata       | Potenza          | coppia           | Trasmissione                      |
| ---------------- | ---------------- | ---------------- | ---------------- | --------------------------------- |
| 1.0 TSI          | 999 cm³          | 115 CV           | 175 Nm           | Manuale o automatico a 6 marce    |
| 1.5 TSI          | 1498 cm³         | 150 CV           | 250 Nm           | Manuale a 6 marce o DSG a 7 marce |